# الطرفاوی، حماة
الطرفاوی (به عربی: الطرفاوی) یک روستا در سوریه است که در ناحیه حمرا واقع شده‌است. الطرفاوی ۴۹۳ نفر جمعیت دارد.